# 서울 사현사 석불좌상
서울 사현사 석불좌상(서울 沙峴寺 石佛坐像)은 서울특별시 은평구 진관동에 있는 석불이다. 2001년 5월 10일 서울특별시의 유형문화재 제133호 사현사 석조여래좌상(沙峴寺 石造如來坐像)로 지정되었다가, 2009년 6월 4일 사현사 석불좌상(沙峴寺 石佛坐像)으로 문화재 지정명칭이 변경되었다.

## 개요
서울 은평구 사현사에 있는 석불좌상으로, 원래는 홍제동에 있던 사현사에 있던 것을 사현사가 옮겨감에 따라 석불좌상도 함께 옮겨진 것이다. 사현사는 고려 정종 11년(1045)에 창건되었다.
미륵석불로 생각되는 이 석불좌상은 갸름한 얼굴을 하고 있으며 오른손은 들고 있고 왼손은 무릎 위에 올려 놓은 모습이다. 결가부좌한 자세를 하고 있으며, 상체가 길게 표현된데 비해 하체는 무릎이 짧고 평면적이다. 이러한 모습은 조선 전기의 불상에서 주로 나타나는 것으로 이 석조여래좌상은 조선 전기 불상연구에 귀중한 자료이다.

## 현지 안내문
사현사는 정종 11년(1045년)에 창건된 사찰로 원래 은평구 홍제동에 소재하고 있었으나, 도시계획에 의하여 오늘의 진관외동으로 사찰을 옮기면서 이 불상도 함께 이전되었다.
오른손을 들고 왼손은 무릎 위에 올려 결가부좌한 이 석불은 얼굴이 갸름하고 상체가 긴 편이다. 머리 위에 높게 솟은 육계와 계주, 좁고 평면적인 무릎, 내의를 묶은 띠 매듭 등 조선 초기 불상의 특징을 보여주고 있다. 오랫동안 미륵불로 신앙되면서 많은 부분이 손상되어 원래의 모습을 찾을 수 없지만, 서울 인근 지역에서는 유래가 많지 않은 조선초기 석불로서 불상연구에 귀중한 자료라 할 수 있다.

## 참고 자료
- 사현사 석불좌상 - 국가유산청 국가유산포털
- 사현사삼존불상 - 은평구 문화체육관광